# آزاد وطن
آزاد وطن هي بلدة في مقاطعة مزرباط في ولاية صرخنداريا في أوزبكستان.